# Brava HDTV
Brava HDTV je holandský kulturní televizní kanál, který vysílá ve vysokém rozlišení obrazu. Tento kanál, který je vysílán pro celou Evropu, zahájil své vysílání 3. července 2007. Kanál se zaměřuje na vysílání opery, baletu a koncertů. Produkce jsou natáčeny v operních domech jako Royal Opera House, Teatro Real, či La Scala. Kanál vysílá opery a koncerty jako například: La bohème, Othello, Aida, Labutí jezero, Tosca, Zoroastre a nebo Così fan tutte. Kanál založili Jur Bron a Gerard Ardesch.

## Dostupnost v Česku
Kanál je v České republice dostupný v satelitních platformách Skylink, CS Link a v T-Mobile televizi.